# Storstadion
Storstadion wielofunkcyjny stadion, położony w mieście Sandefjord, Norwegia. Oddany został do użytku w 1969 roku. Do czasu otwarcia w 2007 roku nowego stadionu swoje mecze na tym obiekcie rozgrywał zespół Sandefjord Fotball. Jego pojemność wynosi 7 000 miejsc.